# 勿禁駅
勿禁駅（ムルグムえき）は、大韓民国慶尚南道梁山市勿禁邑勿禁里にある韓国鉄道公社（KORAIL）の駅。

## 接続する鉄道路線
韓国鉄道公社
京釜線
梁山貨物線

## 駅構造
島式ホーム2面4線を有する地上駅。各ホームと駅舎は跨線橋で結ばれている。

### のりば
- のりばの番号は線路1線ごとではなく、ホーム1面ごとにつけられている。

| 1 | 京釜線（下り） | 華明・亀浦・沙上・釜山方面     |
| 2 | 京釜線（上り） | 東大邱・金泉・大田・ソウル方面 |

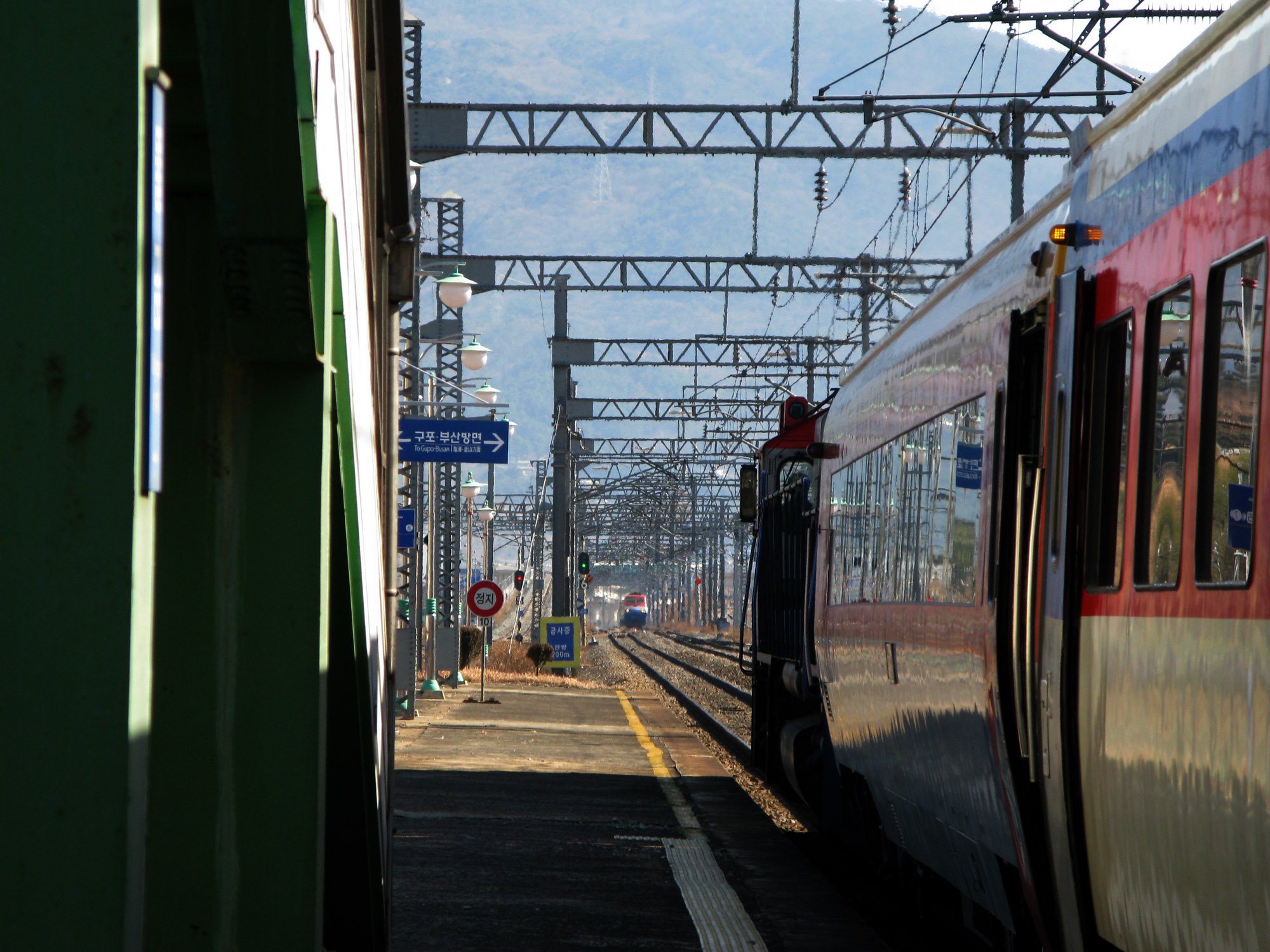
ホーム（2009年撮影）

## 駅周辺
- 梁山新都市
- 勿禁市場
- 勿禁東亜中学校
- 梁山勿禁郵便局
- 勿禁邑事務所
- 甑山
- 洛東江

## 歴史
- 1905年1月1日：開業[1][2]。
- 1939年6月1日：駅舎新築竣工。
- 2003年9月23日：駅舎新築竣工。
- 2006年5月10日：梁山貨物線開通。

## 隣の駅
韓国鉄道公社
京釜線
ITX-セマウル
通過
ムグンファ号
院洞駅 ‐ 勿禁駅 - 華明駅
梁山貨物線
勿禁駅 - 梁山貨物駅